# Eathorpe
Eathorpe – wieś w Anglii, w hrabstwie Warwickshire. Leży 12 km na wschód od miasta Warwick i 127 km na północny zachód od Londynu.